# Franz Osterroth
Franz Osterroth (né le 8 mars 1900 à Eisenberg et mort le 1er août 1986 à Lübeck) est un résistant social-démocrate, homme politique et auteur allemand. Il vit et écrit en exil sous le pseudonyme de Jörg Willenbacher.

## Jeunesse
Franz Osterroth - fils du mineur, responsable du parti et du syndicat Nikolaus Osterroth - rejoint la Jeunesse ouvrière socialiste (de) et la Fédération allemande des travailleurs de la métallurgie à l'âge de quatorze ans. À dix-sept ans, il devient membre du SPD.
En 1918, Franz Osterroth est enrôlé dans la Première Guerre mondiale en tant que soldat. Dans les années 1919-1924, il travaille à Bochum en tant que secrétaire à la jeunesse et rédacteur en chef du journal jeunesse de l'association des mineurs (de). Osterroth est l'un des fondateurs du cercle de Hofgeismar (de). Jusqu'en 1926, il édite leurs bulletins politiques. Après sa visite à l'Académie du travail (de), Osterroth devient conseiller d'orientation à l'agence pour l'emploi de Hambourg.

## Activités pour le SPD à Magdebourg
En 1928, il est nommé à l'équipe éditoriale du journal Das Reichsbanner à Magdebourg par Karl Höltermann. Jusqu'en 1933, il y est actif dans le SPD et dans le travail de jeunesse. Il dirige notamment le cabaret Rote Spielschar et fondé le groupe technologique Rote Pioneers pour l' agitation de la campagne électorale. En même temps, Osterroth est membre du comité exécutif du SPD à Magdebourg et leader fédéral de la jeunesse de la Reichsbanner (1931/32). En 1933, il rassemble autour de lui un groupe illégal de jeunes socialistes, écrit et distribue le magazine illégal Junger Sozialismus.

## Exil en Tchécoslovaquie
Osterroth anticipe une arrestation imminente et s'enfuit en Tchécoslovaquie avec sa famille en 1934. D'abord dans la ville frontalière de Röhrsdorf, puis à Prague, il travaille pour le conseil d'exil de Sopade. De Prague, il reste en contact avec des groupes illégaux en Allemagne. Pendant ce temps, il vit et publie sous le pseudonyme de Jörg Willenbacher. À Röhrsdorf, Osterroth et sa famille vivent quelque temps dans une maison avec la famille Keller. Avec Robert Keller (de), Franz Osterroth participe également au travail international de la troupe de grève rouge. Osterroth et Keller se connaissent depuis de nombreuses années grâce à leur travail politique commun. Ils maintiennent temporairement un point de contact à Röhrsdorf pour les frontaliers et les réfugiés du Reich allemand. Cela permet d'échanger des informations et du matériel sur une période de plusieurs mois. Keller et Osterroth envoient également des chaînes de lettres qu'ils écrivent eux-mêmes à ce qui est alors la Saxe et l'Anhalt. En 1934, Franz Osterroth rend visite à des représentants de la troupe de grève rouge à Berlin lors d'un voyage illégal en Allemagne. Le nom de Jack Osterroth (de), qui serait un frère de Franz Osterroth, apparaît à plusieurs reprises dans les documents. Il est tout à fait concevable qu'il s'agisse d'un autre pseudonyme de Franz Osterroth.

## Travail en Suède
En août 1938, Franz Osterroth et sa famille s'enfuient en Suède. Après un cours de langue et d'ouvrier qualifié, il travaille comme fraiseur à engrenages à Stockholm. En même temps, il est actif dans des groupes politiques et culturels, il donne donc des conférences sur l'éducation des travailleurs et des adultes. Il écrit également pour des journaux suédois. À partir de 1943, il travaille sur un livre blanc pour l'opposition allemande à la dictature hitlérienne. Il est publié en 1946 par le comité exécutif du SPD en exil à Londres.

## Retour en Allemagne
À l'été 1948, Osterroth retourne en Allemagne. Jusqu'en 1963, il travaille comme secrétaire du parti du SPD à Kiel et travaillé dans de nombreux bureaux culturels jusqu'à sa mort en 1986.

## Domaine
Sa succession se trouve dans les archives de la Fondation Friedrich-Ebert à Bonn, dans l'Institut Fritz-Hüser (de) pour la littérature et la culture du monde du travail à Dortmund et dans les archives de la ville de Kiel (de).

## Travaux (sélection)
- Der deutsche Arbeiter und der Ruhreinfall, Berlin 1923
- Frühling im Waldreich, Berlin 1924
- Volk von morgen, Berlin 1925
- Unter Tag, Berlin 1927
- Am Marterpfahl der Sioux oder Ein Mädchenraub im wilden Westen, Berlin 1927
- Wenn wir marschieren…, Berlin 1930
- Deutsche Flüsterwitze – Das Dritte Reich unterm Brennglas. Karlsbad 1935
- Singendes Volk, Karlsbad 1938
- Das Erbe der Arbeiterdichtung, 1952
- Mit Gesang wird gekämpft. Leitfaden durch die Geschichte des sozialistischen Liedes, 1953
- Biographisches Lexikon des Sozialismus / Bd. 1. Verstorbene Persönlichkeiten, Hannover 1960
- Chronik der deutschen Sozialdemokratie, Bonn 1963 (zusammen mit Dieter Schuster)
- 100 Jahre Sozialdemokratie in Schleswig-Holstein, Kiel 1963
- Der Hofgeismarkreis der Jungsozialisten, in: Archiv für Sozialgeschichte, Bd. 4, 1964
- Chronik der Lübecker Sozialdemokratie, 1866-1972, Lübeck 1973
- Chronik der deutschen Sozialdemokratie I. Bis zum Ende des Ersten Weltkrieges, Berlin 1975 (zusammen mit Dieter Schuster)
- Chronik der deutschen Sozialdemokratie Band II. Vom Beginn der Weimarer Republik bis zum Ende des Zweiten Weltkriege, Berlin 1975 (zusammen mit Dieter Schuster)
- Chronik der deutschen Sozialdemokratie III. Nach dem Zweiten Weltkrieg, Berlin 1975 (zusammen mit Dieter Schuster)
- Die Zeit als Jugendsekretär des Bergarbeiterverbandes in Bochum 1919-1924, Bochum 1983